# 郭炳清
郭 炳清(日本語読み：かく へいせい、本名：中国語: 郭鶴麟、英語: William Kuok、生年不詳-1953年10月)は、シンガポールの共産主義者。1945年にマラヤ共産党（MCP）に入党し、伍天旺を補佐、英文の宣伝物等を担当した。1948年のマラヤ危機でジャングルに潜伏し、1953年に死去。ハン・スーインの小説"And the Rain My Drink"の「無名の英雄セン同志」のモデルとなった。

## 経歴

### 生い立ち
ジョホール・バルで、郭欽鑑（Kuok Keng Kang）と鄭格如（Tang）夫人の3人兄弟の末子として生まれる。ウィリアム、ウィリーと呼ばれていた。
長兄フィリップ（郭鶴挙）は駐オランダ・マレーシア大使を務め、次兄ロバート（郭鶴年）は砂糖、ゴム、船舶業を営む富豪だった。郭は左翼思想のため家中で異端視されていた。

### MCP入党
1945年にマラヤ共産党（MCP）に入党。
『ストレーツ・タイムズ』に勤務しながらシンガポール・クイーン街のMCP本部で非常勤で働き、友人だった伍天旺を補佐。
郭は英語教育を受けており、党が発行する英文パンフレットの大半を受け持ち、『デモクラット』紙の編集も担当していた。

### 死去
1948年6月の緊急事態宣言、同年7月のMCPに対する活動禁止令（マラヤ危機）の後、父から海外留学を勧められたがこれを断わり、ジャングルに潜伏。
1953年10月、パハン州で人に襲われ死亡した。

## 関連作品
- ハン・スーインの小説"en:And the Rain My Drink"の「無名の英雄セン同志」のモデルとなった[5]。